# Ayşe Akın
Ayşe Akın, nota anche con lo pseudonimo di Ayshe (Bruxelles, 3 aprile 1993), è un'attrice, cantante e modella turca, nota per aver interpretato il ruolo di Arzu Taş nella serie DayDreamer - Le ali del sogno (Erkenci Kuş) e per quello di Deniz nella serie Love Is in the Air (Sen Çal Kapımı).

## Biografia
Ayşe Akın è nata il 3 aprile 1993 a Bruxelles (Belgio), da una famiglia originaria di Afyonkarahisar.

## Carriera
Ayşe Akın nel 2010 ha partecipato a un concorso di bellezza in Belgio ed è diventata Miss Bruxelles. Parla quattro lingue e usa il suo nome d'arte "Ayshe" perché ha difficoltà a pronunciare il suo vero nome all'estero. Quando aveva solo quattro anni, ha iniziato a fare la modella, quando sua madre l'ha iscritta in un'agenzia. Quando aveva dodici anni, ha giocato a calcio per sei mesi in un club. Ha studiato Business Administration-Economia in Belgio, e dopo aver ricevuto un'offerta di lavoro dalla Turchia, ha lasciato il Belgio per trasferirsi in Turchia. Ha studiato recitazione e dizione al Craft Atelier.
Ha fatto un provino per la serie Muhteşem Yüzyıl e sei mesi dopo è stata chiamata per il personaggio di una principessa italiana. Nel 2013 ha interpretato il personaggio della genovese Gabriela nell'87º episodio della quarta stagione della serie Muhteşem Yüzyıl. Nella serie ha recitato con attori di successo come Halit Ergenç, Meryem Uzerli, Vahide Perçin, Selma Ergeç, Ozan Güven, Mehmet Günsür, Pelin Karahan e Okan Yalabık hanno preso parte ai ruoli principali della serie.
Quando è andata a un concorso vocale con un amico come spettatrice, ha cantato la canzone dal suo posto, attirando l'attenzione di Samsun Demir, il capo di DMC, e ha ricevuto un'offerta di progetto. Nel 2015 ha interpretato il ruolo principale di Suzan nel film Kervan 1915 diretto da Ismail Günes.
Ayşe Akın che era al centro dell'agenda con la malattia dell'anoressia, nel 2017, ha condiviso come ha sconfitto questa malattia da diversi canali a tutta la Turchia e ha riunito medici specialisti, dietisti, psicologi e ha aiutato molti giovani che sono stati esposti a questa malattia da curare gratuitamente.
Dal 2017 al 2020 ha recitato nella serie Kadin. Nel 2018 ha interpretato il personaggio di Neslihan nella miniserie Insanlik Sucu, trasmessa su Kanal D.
Nel 2018 ha interpretato il ruolo di Arzu Taş nella serie DayDreamer - Le ali del sogno (Erkenci Kuş). Nel 2019 ha interpretato il ruolo di Ceylan nella serie Bir Aile Hikayesi. Nel 2020 ha ricoperto il ruolo di Kylie nella serie Çiplak e quello di Nazli nella serie My Home My Destiny (Doğduğun Ev Kaderindir). Nel 2021 ha interpretato il ruolo di Deniz nella serie Love Is in the Air (Sen Çal Kapımı). Nel 2022 ha interpretato il ruolo di Seyma nella serie Erkek Severse. Nello stesso anno ha recitato nel film Corontina 19 diretto da Can Sarcan.

## Vita privata
Ayşe Akın all'età di diciotto anni, ha avuto un breve matrimonio con il calciatore Önder Turacı. Si è sposata il 30 marzo 2011 con un matrimonio lampo a Kayseri. Il suo matrimonio doveva essere in Belgio l'11 giugno 2011. Nel 2012 la coppia ha annullato il matrimonio con due settimane di anticipo.

## Filmografia

### Cinema
- Kervan 1915, regia di Ismail Günes (2017)
- Corontina 19, regia di Can Sarcan (2022)

### Televisione
- Küçük Kadinlar – serie TV (2008)
- Il secolo magnifico (Muhtesem Yüzyil) – serie TV (2013)
- Gullerin Savasi – serie TV (2014-2016)
- Kadin – serie TV (2017-2020)
- İnsanlık Suçu – miniserie TV (2018)
- DayDreamer - Le ali del sogno (Erkenci Kuş) – serial TV (2018)
- Bir Aile Hikayesi – serie TV (2019)
- Çiplak – serie TV (2020)
- My Home My Destiny (Doğduğun Ev Kaderindir) – serie TV (2020)
- Love Is in the Air (Sen Çal Kapımı) – serie TV (2021)
- Erkek Severse – serie TV (2022)

### Video musicali
- Kim Ne Derse Desin – Ayshe, feat. Cem Belevi (2014)
- Ben Bile Sok – Ayshe (2016)
- Turluyorum – Tankurt Manas, feat. Ayse Akin (2018)

## Programmi televisivi
- Dada Dandinista (2015)
- Beyaz Show (2015)

## Doppiatrici italiane
Nelle versioni in italiano dei suoi film e delle sue serie TV, Ayşe Akın è stata doppiata da:
- Elisa Carucci[22] in DayDreamer - Le ali del sogno[23], in Love Is in the Air[24]